# Спенсер, Ричард Вон
Ричард Вон Спенсер (англ. Richard Vaughn Spencer; род. 18 января 1954, Уотербери, Коннектикут, США) — американский банкир и государственный деятель, министр военно-морских сил США с 3 августа 2017 по 24 ноября 2019 года.

## Биография
Окончил Роллинс-Колледж со степенью бакалавра искусств по экономике в 1976 году. Затем служил в корпусе морской пехоты, был пилотом вертолёта.
После выхода в отставку в звании капитана, на протяжении 15 лет работал на Уолл-стрит в таких компаниях, как Goldman Sachs, Bear Stearns и Merrill Lynch. С ноября 2001 по январь 2008 года был вице-председателем и финансовым директором биржи Intercontinental Exchange.
В июне 2017 года президент США Дональд Трамп выдвинул Спенсера на должность министра ВМС, а 1 августа его кандидатура была единогласно утверждена голосованием Сената.
15 июля 2019 года президент Трамп назначил Спенсера исполняющим обязанности министра обороны и одновременно официально представил Сенату кандидатуру Марка Эспера, временно исполнявшего эти обязанности в течение семи месяцев, на утверждение в качестве нового министра обороны.